# Evangelista Torricelli (sous-marin, 1934)
Pour les articles homonymes, voir Evangelista Torricelli (homonymie) et Evangelista Torricelli (sous-marin).
L'Evangelista Torricelli est un sous-marin de la classe Archimede, en service dans la Regia Marina à partir de 1934.
Il participe à la guerre civile espagnole, pendant laquelle il est donné à la marine (Armada Española) de l'Espagne nationaliste, qui le rebaptise Général Sanjurjo. Il est ensuite resté en service jusqu'en 1959, date à laquelle il est déclassé et mise au rebut.
Le sous-marin est dédié à Evangelista Torricelli (1608-1647), un physicien et un mathématicien italien du XVIIe siècle, connu notamment pour avoir inventé le baromètre.

## Caractéristiques
Les Archimède étaient des sous-marins de haute mer (ou de "grande croisière") à double coque partielle. Ils déplaçaient 986 tonnes en surface et 1 259 tonnes en immersion. Les sous-marins mesuraient une longueur totale de 70,5 mètres, avaient une largeur de 6,87 mètres et un tirant d'eau de 4,12 mètres. Ils avaient une profondeur de plongée opérationnelle de 100 mètres. L'équipage se composait de 6 officiers, 49 sous-officiers et marins .
Le système de propulsion était de type conventionnel, avec deux moteurs diesel TOSI pour la navigation de surface, d'une puissance totale de 3 000 chevaux-vapeur (2 200 kW), chacun entraînant un arbre d'hélice. En immersion, chaque hélice était entraînée par un moteur électrique Ansaldo de 700 chevaux-vapeur (515 kW). Ces moteurs électriques étaient alimentés par une batterie d'accumulateurs composée de 124 éléments. Ils pouvaient atteindre 17 nœuds (31 km/h) en surface et 7,7 nœuds (14,3 km/h) sous l'eau. En surface, la classe Archimede avait une autonomie de 10 300 milles nautiques (19 100 km) à 8 nœuds (15 km/h); en immersion, elle avait une autonomie de 105 milles nautiques (194 km) à 3 nœuds (5,6 km/h).
Les sous-marins étaient armés de huit tubes lance-torpilles de 53,3 centimètres (21 pouces), quatre à l'avant et quatre à l'arrière, pour lesquels ils transportaient un total de 16 torpilles. L'armement d'artillerie pour le combat en surface était basé sur deux canon de pont OTO 100/47 un à l'avant et un à l'arrière de la tour de contrôle (kiosque). Leur armement anti-aérien consistait en deux mitrailleuses simples Breda Model 1931 de 13,2 mm.

## Construction et mise en service
Le Evangelista Torricelli est construit par le chantier naval Cantieri navali Tosi di Taranto (TOSI) de Tarente en Italie, et mis sur cale le 15 octobre 1931. Il est lancé le 11 août 1934 et est achevé et mis en service le 10 décembre 1934. Il est commissionné le même jour dans la Regia Marina.

## Historique

### Dans la marine italienne (Regia Marina)
Lancé en août 1934 dans le chantier naval Tosi à Tarente, l'Evangelista Torricelli ne reste en service que deux ans sous pavillon italien. Il est en service au sein du IIIe groupe (groupe sous-marin) à Messine.
En novembre 1936, il est l'un des premiers sous-marins à être envoyé pour participer clandestinement à la guerre d'Espagne.
Dans la nuit du 21 au 22 novembre 1936, en mission sous le commandement du capitaine de corvette Giuseppe Zarpellon, c'est le premier sous-marin italien à frapper un navire républicain espagnol. Vers l'aube, après avoir aperçu les croiseurs Miguel de Cervantes et Méndez Núñez au mouillage près de Carthagène, il lance deux torpilles contre le Miguel de Cervantes. L'une des torpilles atteint la cible à tribord, ouvrant une entaille de 21 mètres sur 14 à l'arrière (le navire a besoin de réparations jusqu'en mars 1938). Dans les jours qui ont suivi, le sous-marin effectue sept autres manœuvres d'attaque, mais aucune n'a pu être menée à bien car il n'a pas été possible de déterminer la nationalité des unités attaquées.
Le 18 janvier 1937, il bombardée au canon les installations portuaires de Barcelone.

### Dans la marine espagnole (Armada Española)
Il est alors décidé, sous la pression de Francisco Franco et de la marine nationaliste espagnole, de le donner à cette dernière avec le navire de tête de la classe : l'Archimede.
Il fut cédé à l'Espagne nationaliste le 19 avril 1937 et provisoirement marqué C-5 (cette ruse était destinée à confondre la Marine républicaine espagnole, puisque le C-5 était le nom d'un sous-marin espagnol qui avait disparu cette année-là).
Le lendemain, sous le commandement du capitaine de corvette Rafael Fernandez Bobadilla, il est déplacé à Pollenza pour y être formé. Il prend ensuite le nom de General Sanjurjo.
Le 13 mai, sa première mission commence: 17 jours plus tard, il torpille le navire à moteur Ciudad de Barcelona (3 946 tonneaux de jauge brute ou TJB), le coulant. Le 30 août 1937, il canonne le navire marchand Ciudad de Reus, qui s'échappe cependant en se réfugiant dans les eaux territoriales françaises. Le 21 janvier 1938, il torpille et coule le vapeur britannique Endymion. Il reste dans la marine espagnole même après la fin de la guerre civile.
Le 7 février 1943, alors qu'il se trouve au large de Carthagène pour secourir l'équipage d'un avion allemand écrasé, il est attaqué avec son canon par le sous-marin britannique HMS Torbay (N79), qui l'a pris pour un sous-marin italien, causant divers dommages. Après cet incident, la marine espagnole a peint ses sous-marins en blanc.
Il est rayé de la liste de la Marine le 28 septembre 1959 et envoyé à la démolition.
| Date            | Navire              | Nationalité | Tonnage en tonneaux de jauge brute | Notes |
| --------------- | ------------------- | ----------- | ---------------------------------- | ----- |
| 30 mai 1937     | Ciudad de Barcelona | Espagne     | 3 946                              | Cargo |
| 21 janvier 1938 | Endymion            | Royaume-Uni |                                    | Cargo |

### Commandants du sous-marin
| Grade                 | Nom                                   | du         | au         |
| --------------------- | ------------------------------------- | ---------- | ---------- |
| Capitaine de corvette | Giuseppe Zarpellon                    | 10-12-1934 | 18-4-1937  |
| Capitaine de corvette | Pablo Suances Jaudenes                | 19-4-1937  | 12-4-1938  |
| Capitaine de corvette | Francisco Núñez Rodríguez             | 14-10-1938 | 2-7-1940   |
| Capitaine de corvette | Emilio Rodríguez Lizón                | 2-7-1940   | 21-7-1942  |
| Capitaine de corvette | José Luis Pérez Cela                  | 21-7-1942  | 31-10-1944 |
| Capitaine de corvette | Francisco Núñez de Olañeta            | 31-10-1944 | 30-4-1947  |
| Capitaine de corvette | Francisco Javier de Elizalde y Laínez | 30-4-1947  | 4-2-1949   |
| Capitaine de corvette | Jaime Gómez-Pablos Duarte             | 30-9-1951  | 04-5-1955  |
| Capitaine de corvette | Antonio Senac Calderón                | 04-5-1955  | 14-7-1959  |